# تسوگ‌اشپیتسه

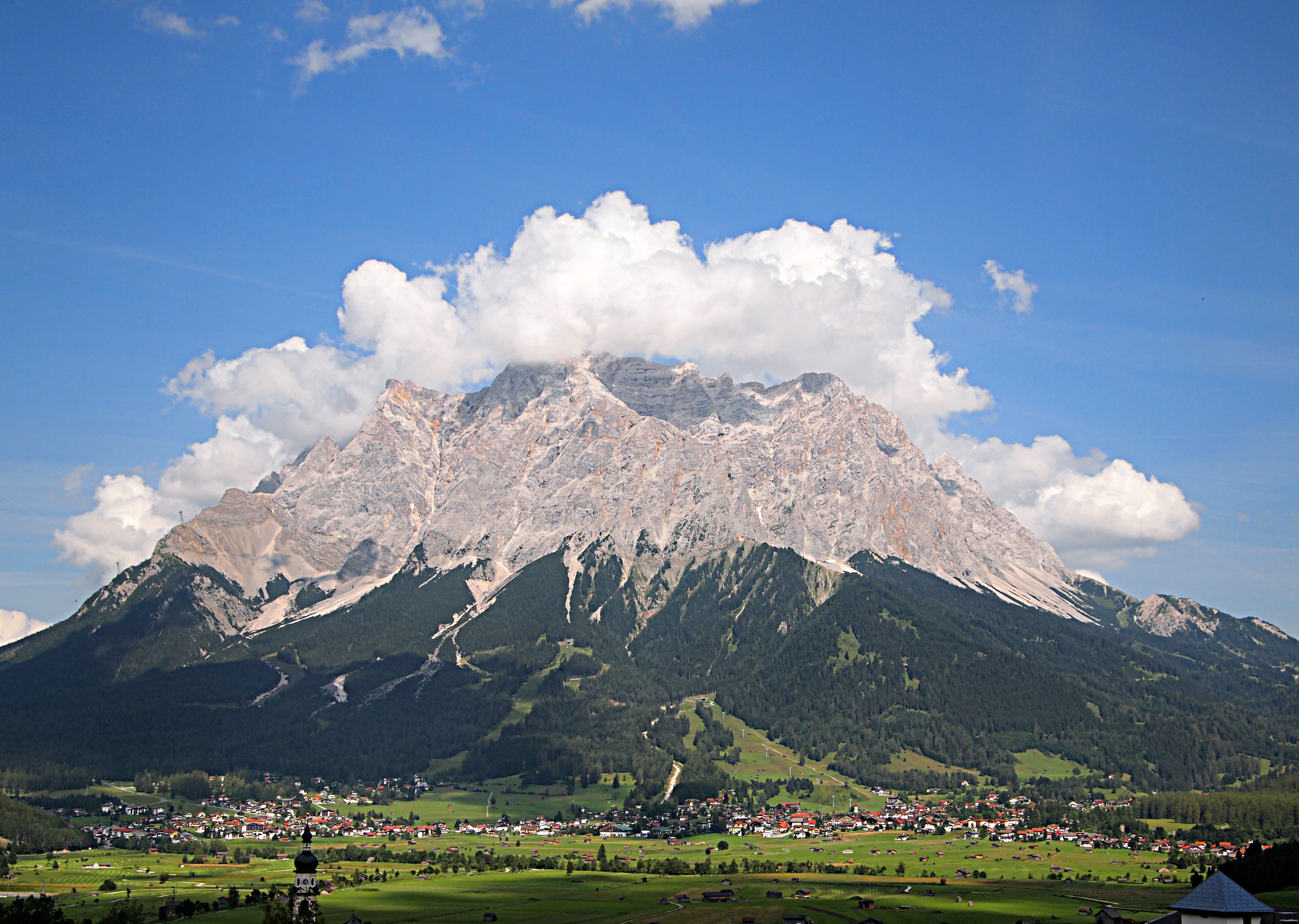

تسوگ‌اشپیتسه (به آلمانی: Zugspitze) با ارتفاع ۲۹۶۲ متر، بلندترین کوه رشته‌کوه‌های وتراشتاین و کشور آلمان است. این کوه در کنار شهر گارمیش-پارتنکیرچن قرار گرفته و مرز آلمان و اتریش از قلهٔ غربی آن عبور می‌کند.